# Il pistolero dell'Ave Maria
Il pistolero dell'Ave Maria è un film del 1969 diretto da Ferdinando Baldi.

## Trama
Al ritorno a casa dopo una lunga guerra, il generale messicano Carrasco viene assassinato da Thomas, un avventuriero che, approfittando della sua assenza, gli ha carpito l'amore della moglie Anna. I due figlioletti di Carrasco, Sebastian e Isabelle, dopo aver assistito all'uccisione del loro genitore, riescono a fuggire grazie all'aiuto di una fedele nutrice. Quindici anni dopo, i due fratelli, ormai divenuti adulti, decidono di far ritorno alla loro casa natale per vendicarsi della loro perfida madre e del suo amante. Aiutati da Raphael, un pistolero cui sono legati da vecchia amicizia, Sebastian e Isabelle, dopo essere sfuggiti ad una serie di attentati messi in atto dagli uomini di Thomas, giungono alla presenza di Anna e del suo maturo amante. Accecato dal terrore per l'approssimarsi della sua fine, Thomas uccide Anna e, prima di cadere a sua volta sotto i colpi di pistola di Sebastian, rivela al giovane che la donna non era sua madre: tanto Sebastian quanto Isabelle sono in realtà figli di una serva e del generale Carrasco. Compiuta la loro vendetta, Sebastian e Isabelle ripartono insieme al fido Raphael, lasciandosi alle spalle la loro vecchia casa in fiamme.